# Candlestick Park
El Candlestick Park fue un estadio de fútbol americano de San Francisco (California), Estados Unidos. Es el anterior estadio de los San Francisco 49ers de la NFL (su actual estadio es el Levi's Stadium), anteriormente se llamaba Monster Park y también era el estadio de los San Francisco Giants de la MLB. Fue demolido el 4 de febrero de 2015

## Historia
Las obras de construcción del estadio comenzaron en 1958, en un principio el estadio iba a ser sede únicamente de los Gigantes de San Francisco, finalmente el 12 de abril de 1960 se inauguró el primer estadio moderno de béisbol construido enteramente de hormigón en el mundo, siendo el entonces vicepresidente de Estados Unidos Richard Nixon el primero en lanzar la bola en el Candlestick Park Los San Francisco Giants Derrotaron 1-3 al St. Louis Cardinals.
Al estadio se le hicieron muchas remodelaciones desde la partida en 1999 de los San Francisco Giants al AT&T Park para convertirlo en estadio de Fútbol Americano, sin embargo aún se notaba el pasado beisbolista del estadio.
El estadio fue sede del último concierto de The Beatles en una gira musical ("Beatles '66 US Tour"), el 29 de agosto de 1966. The Beatles celebraron en este estadio su último concierto formalmente, debido a que el "Concierto de la Azotea", en el edificio de Apple Corps del 3 de Savile Row, Londres, el 30 de enero de 1969, fue una actuación improvisada que, además, no formó parte de ninguna gira.
También es conocido por ser el lugar donde se celebraron la primera edición de los Kids' Choice Awards en 1988. El 14 de agosto de 2014, Paul McCartney dio un concierto de noche.

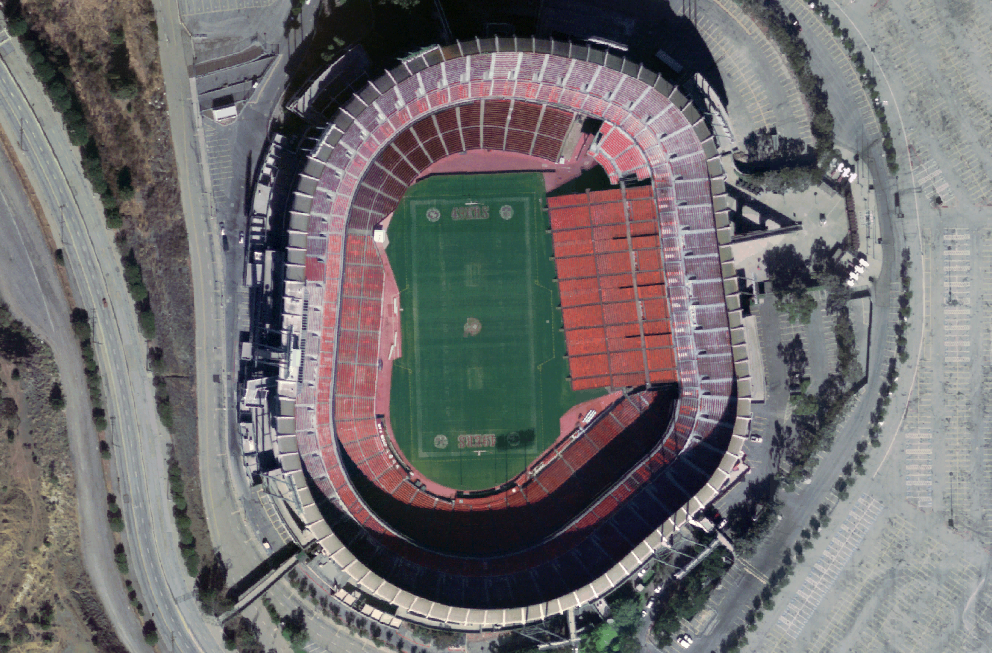
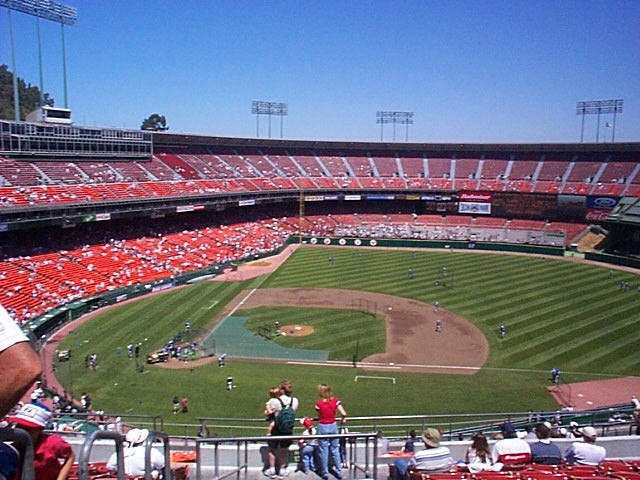

El recinto fue demolido en 2015.